# Liste der Monuments historiques in Guerlédan
Die Liste der Monuments historiques in Guerlédan führt die Monuments historiques in der französischen Gemeinde Guerlédan auf.

## Liste der Bauwerke

### Mûr-de-Bretagne
| Bezeichnung                    | Beschreibung | Standort | Kennzeichnung | Schutzstatus | Datum | Bild           |
| ------------------------------ | ------------ | -------- | ------------- | ------------ | ----- | -------------- |
| Ferme de Lisquily              | Bauernhof    | (Lage)   | PA00089350    | Classé       | 1990  | weitere Bilder |
| Kapelle Ste-Suzanne            |              | (Lage)   | PA00089349    | Classé       | 1952  | weitere Bilder |
| Allée couverte von Coët-Correc |              | (Lage)   | PA00089348    | Classé       | 1956  | weitere Bilder |

### Saint-Guen
| Bezeichnung           | Beschreibung | Standort                  | Kennzeichnung | Schutzstatus | Datum | Bild           |
| --------------------- | ------------ | ------------------------- | ------------- | ------------ | ----- | -------------- |
| Croix du Sénéchal     | Kreuz        | Place de la Mairie (Lage) | PA00089630    | Inscrit      | 1964  | weitere Bilder |
| Fontaine Saint-Elouan |              | (Lage)                    | PA00089631    | Inscrit      | 1964  | weitere Bilder |
| Kapelle St-Pabu       |              | (Lage)                    | PA00089629    | Classé       | 1967  | weitere Bilder |

## Liste der Objekte

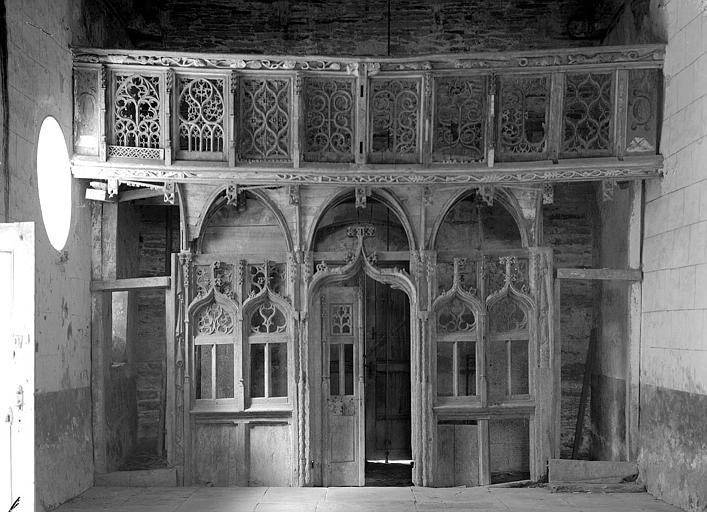
Lettner in der Kapelle Saint-Pabu

- Monuments historiques (Objekte) in Mûr-de-Bretagne in der Base Palissy des französischen Kultusministeriums
- Monuments historiques (Objekte) in Saint-Guen in der Base Palissy des französischen Kultusministeriums